# Xenopus petersii
Xenopus petersii es una especie de anfibio anuro de la familia Pipidae.

## Distribución geográfica
Esta especie se encuentra:
- en el norte de Namibia;
- en el oeste de Angola;
- en el oeste de la República Democrática del Congo;
- en el oeste de la República del Congo.[5]

Su presencia es incierta en el sur de Gabón.

## Taxonomía
Xenopus poweri fue liberado de su sinonimia con Xenopus petersii por Furman et al. en 2015.

## Etimología
Esta especie lleva el nombre en honor a Wilhelm Peters.

## Publicación original
- Bocage, 1895 : Herpétologie d'Angola et du Congo, ouvrage publié sous les auspices du Ministère de la marine et des colonies, p. 1-203[6]